# 阿拉伯聯合大公國教育
阿拉伯联合酋长国的教育被阿拉伯联合酋长国视为国家复兴的希望并被始终置于优先发展的地位。自阿拉伯联合酋长国于1971年独立，尤是在扎耶德总统提出“人是国家的第一资源”，“唯科学技术才是进步和繁荣的途径”这一理念后，阿拉伯联合酋长国的教育得到了社会各界的重视与政府部门的优先扶持。1973年，阿政府的教育预算为2.47亿迪尔汗，2000年政府用于基础教育的开支就达37.65亿迪尔汗，如加上高等教育的开支，则高达52.6亿迪尔汗，占当年国家总预算支出的23%。由于有高比率的投入，阿联酋的教育终于在短短30年时间内实现了教育的现代化。 据2015年数据显示，阿拉伯联合酋长国的识字率已经达到平均识字率（不分男女）77.9%，女性识字率77.1%以及男性识字率81.7%的水平。其平均识字率，尤其是女性平均识字率在阿拉伯世界以及海湾地区名列前茅。 （页面存档备份，存于）

## 历史
在20世纪50年代之前，各酋长国实行的都是私塾教育，不存在现代意义上的教育体系和教育制度，所教知识局限于与伊斯兰教相关的宗教知识和阿拉伯语。阿联酋的第一所正规学校建于1950年。此后在邻国科威特的帮助下，相继在沙迦、迪拜等酋长国建立了一批中小学校，教师大多来自巴林、卡塔尔和埃及等阿拉伯国家。到1962年，全国共有中、小学20所，在校学生3916名。至1971年，全国中、小学已达74所，在校学生3.28万名。阿联酋的高等教育始于1977年，第一所大学是阿联酋大学。目前，主要高等院校有8所，另有一批归属于大型企业的专科学院。

## 基础教育
2005年,联合国教育科学文化组织将阿拉伯联合酋长国的教育指数定位0.75。此项指数是人类发展指数（HDI,Human Development Index)的重要构成部分。此项指数的计算是通过基于成人识字率和合并后的总入学率与初级,二级和三级学校相比较。按区域划分,此项指数得分高的国家包括巴勒斯坦及其争议领土（0.89）,利比亚、黎巴嫩和科威特（0.87）,约旦和巴林（0.86）和沙特阿拉伯（0.80）。据此数据分析，阿拉伯联合酋长国的基础教育在国家的教育体系中具有很重要的地位。

## 高级教育
在高等教育方面，阿拉伯联合酋长国有很多在国际上享有较高声誉的大学。1976年，阿联酋大学(UAEU)成立于阿布扎比酋长国的艾恩，是当时阿联酋乃至海湾地区的第一所现代大学。阿联酋大学由九个学院组成并被阿联酋政府誉为"在全国领先的教学和研究机构"。在学年2006-2007第一学期,有超过14,000名学生就读于阿联酋大学。 
1983年， 阿联酋航空学院银行和金融学院（EIBFS）成立。学院有三个校区，分别在沙迦，阿布扎比和迪拜。该研究所目前提供受国际承认的金融课程文凭和伊斯兰文化课程，并在银行和保险领域享有优良的国际声誉。
1988年，高等技术学院（HCT，Higher Colldge of Technology）在阿布扎比和艾因分别成立了两个校区。到了2014-15学年，该校已近发展到17校园并提供了超过75个学位课程。高等技术学院目前有超过17,000名男女学生攻读学士以及其他高等教育学位，并且他们中的绝大多数都受到政府的补贴与资助。高等技术学院由于卓越的学术水平而被许多阿拉伯国家的跨国公司（包括阿联酋航空）选为员工进修基地 。1998年,扎耶德大学开设，此大学原本只在阿布扎比和迪拜招收女生 。直至2007年才招收男性。
2003年，迪拜建立了一个专门的教育区（类似于中国的“大学城”）--迪拜知识村 。该教育区1公里长的园区汇集了很多全球认可的国际大学，培训中心，电子学习中心以及研究机构。截至2007年初，它已经吸引了16个国际大学加入合作，其中包括圣彼得堡国立工程和经济大学，卧龙岗大学，圣雄甘地大学和曼彻斯特商学院。 
在高等教部门以及其他涉及科学研究政府部门，阿联酋政府专门成立了隶属于教育部的学术评审委员会（CAA）。

## 发展计划
阿联酋教育部已通过“2020年教育”等一系列旨在”引进先进的教育技术，提高创新能力，更注重学生的自主学习能力“的五年计划。该计划增强了部分课程对数学及综合科学引入。
在2009年，教育部投入七十四亿迪拉姆（约合二十亿美元）用以以及增加教师培训。阿联酋希望通过增加预算在未来五年内培训1万名公立学校教师。
此外，阿联酋政府认为，英语教育质量低下是阿联酋国民就业的最大障碍。因此，阿联酋政府免费为国民提供非强制性的英语课程。此外，教育阿联酋部正在努力推行“使用现代化的教学策略和实施学习西方的方法”的政策，强调放弃被动记忆和死记硬背的传统方法，而鼓励学生积极参与的必要性。